# Boeing 737 Next Generation
Boeing 737 Next Generation зазвичай скорочено 737NG або 737 Next Gen — є двомоторним вузькофюзеляжним літаком виробництва Boeing Commercial Airplanes. Запущений у 1993 році як третє покоління похідної моделі Boeing 737, виробляється з 1997 року.
737NG є модернізацією серії 737 Classic (–300/–400/–500). У порівнянні з 737 Classic має оновлене крило з більшою площею, ширшим розмахом, більшим запасом палива, більшою максимальною злітною масою (MTOW) і більшою дальністю польоту. Має двигуни серії CFM International CFM56-7, скляну кабіну та оновлені конфігурації інтер'єру. Серія включає чотири варіанти, –600/–700/–800/–900, місткістю від 108 до 215 пасажирів. Основним конкурентом 737NG є сімейство Airbus A320.
Станом на вересень 2024 року було замовлено в цілому 7126 літаків 737NG, з яких 7112 було поставлено, а залишилися замовлення на два варіанти -700, два -800 і 10 варіантів -800A. Найбільш замовленим варіантом був 737—800 з 4991 комерційним, 191 військовим і 23 корпоративними, або загалом 5205 літаків. Boeing припинив збірку комерційних 737NG у 2019 році та здійснив остаточні поставки в січні 2020 року. 737NG замінено четвертим поколінням 737 MAX, представленим у 2017 році.

## Виробництво

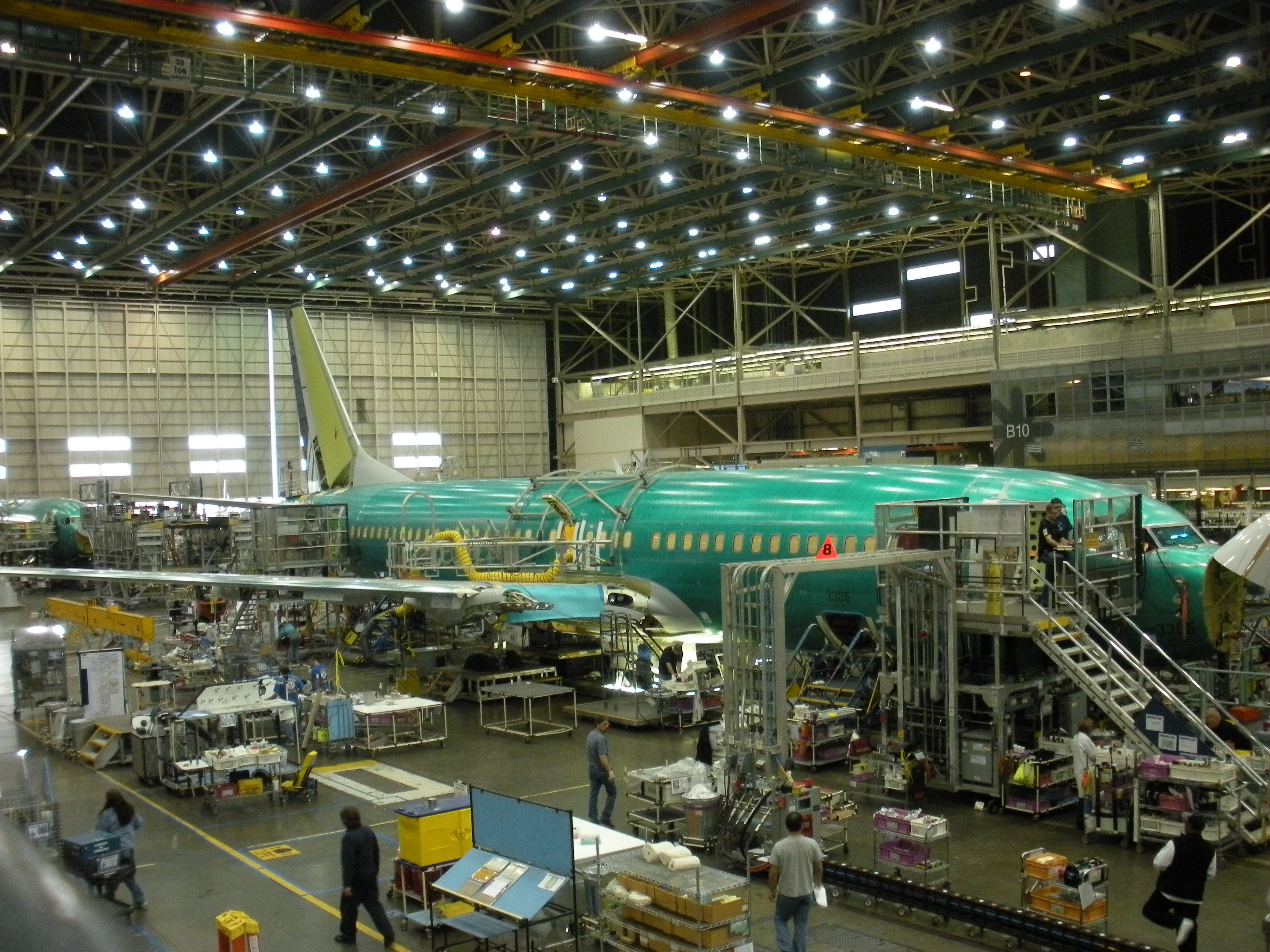
Швидкість виробництва завод Boeing в Рентоні зросла з 31,5 до 52 на місяць

Boeing мав збільшити виробництво 737 з 31,5 одиниць на місяць у вересні 2010 року до 35 у січні 2012 року та до 38 одиниць на місяць у 2013 році. Швидкість виробництва становила 42 одиниці на місяць у 2014 році, і планувалося досягти рівня 47 одиниць на місяць у 2017 році та 52 одиниці на місяць у 2018 році.
У 2016 році місячний обсяг виробництва планувався досягти 57 одиниць на місяць у 2019 році, навіть до заводського ліміту в 63 одиниці. Тоді один літак був виготовлений на заводі Boeing в Рентоні за 10 днів, менше ніж вдвічі, ніж кілька років тому. У 1 день на завод надходить порожній фюзеляж від Spirit AeroSystems з Вічити, штат Канзас. У 2 день встановлюється Електропроводка, у 3 день гідравлічні машини. У 4 день фюзеляж піднімають краном і повертається на 90 градусів, і у шестигодинному процесі крила сполучаються з літаком разом із шасі, і літак знову повертається на 90 градусів. Остаточний процес складання починається на 6-й день із встановлення авіаційних сидінь, камбузів, унітазів, верхніх баків тощо. Двигуни прикріплюються на 8-й день, а 10-го він відправляється з заводу для тестових польотів.
Boeing припинив збірку пасажирських 737NG у 2019 році. Останнім зібраним літаком був зареєстрований 737—800 PH-BCL, доставлений KLM у грудні 2019 року. Останні дві поставки були доставлені авіакомпанії China Eastern Airlines 5 січня 2020 року. Виробництво варіанту P-8 Poseidon триває.
Федеральне авіаційне управління США (FAA) виставило штраф у розмірі приблизно 3,9 мільйона доларів США за ймовірне встановлення компанією Boeing тих самих несправних компонентів 737 MAX приблизно на 133 737 NG.

## Модифікації

### 737—600

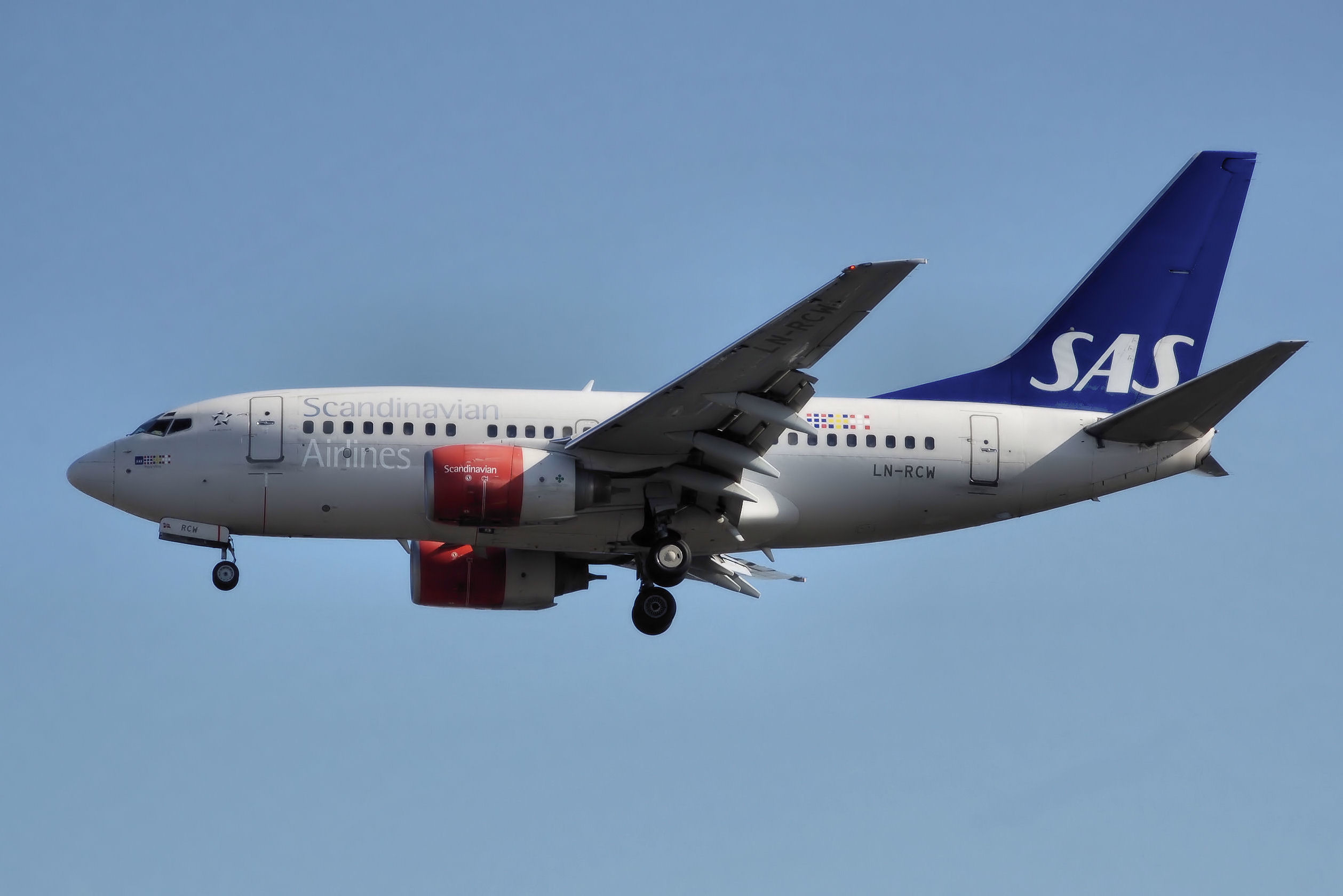
737-600 SAS у липні 2007 року. 737—600 є найкоротшим із довжиною 31,24 м. Скандинавські авіалінії отримали перший 737—600 у вересні 1998 року.

Перший 737—600 був замовлений компанією SAS у березні 1995 року, а перший літак був поставлений у вересні 1998 року. Всього було виготовлено 69 літаків, останній літак був поставлений WestJet у 2006 році. Boeing показував 737—600 у своєму прайс-листі до серпня 2012 року. 737—600 замінює 737—500 і схожий на Airbus A318. Вінглети не були доступні. WestJet мав випустити -600 з крильцями, але відмовився від них у 2006 році.

### 737—700

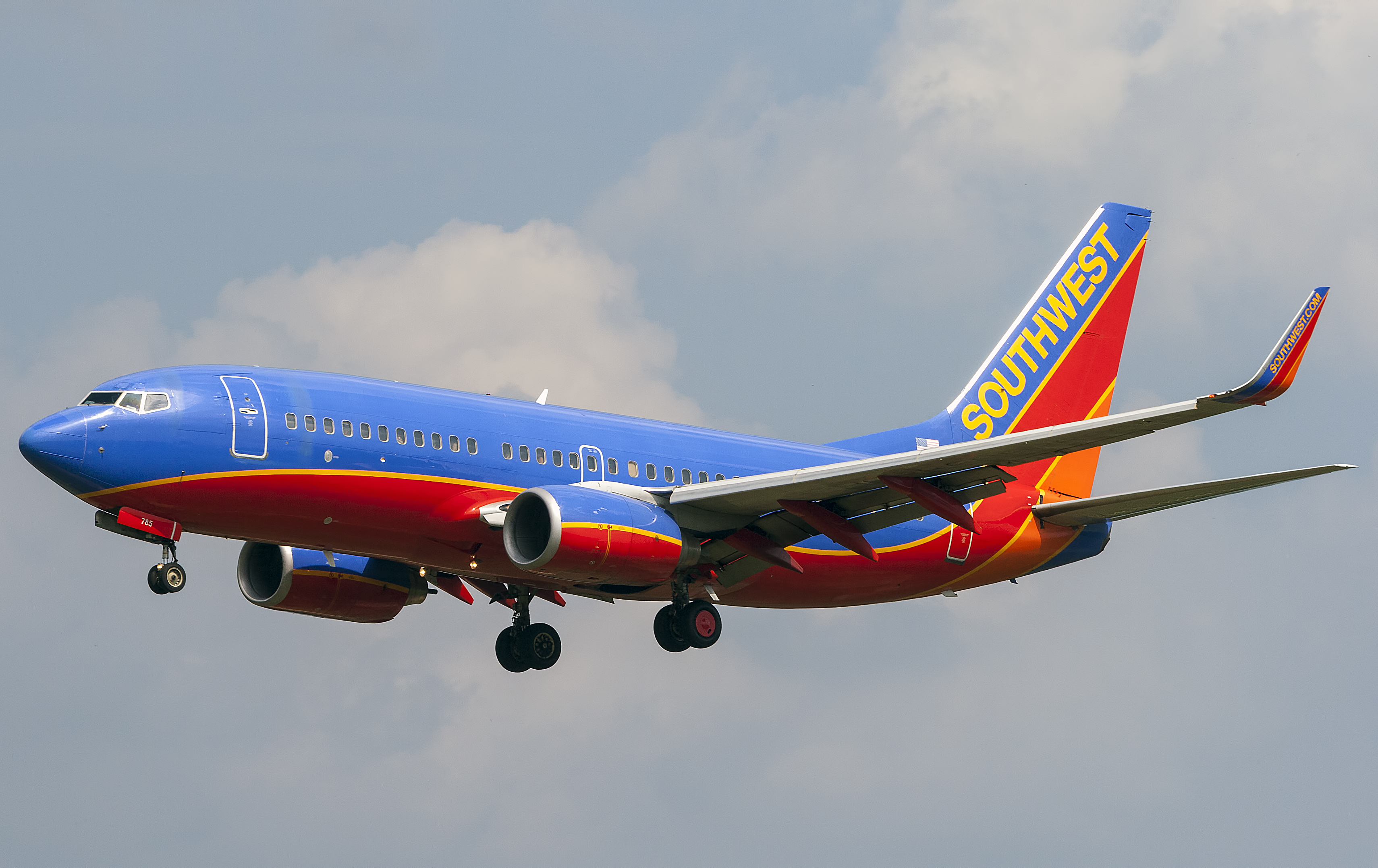
737-700 Southwest Airlines приземлився в Міжнародному аеропорту Балтимор/Вашингтон

У листопаді 1993 року Southwest Airlines запустила програму Next-Generation із замовленням на 63 літаки 737—700 і прийняла перший з них у грудні 1997 року. Він замінив 737—300, зазвичай вміщуючи 126 пасажирів у двох класах до 149 у конфігурації повністю економкласу, подібно до Airbus A319.
У дальньомагістральносму крейсерському польоті він спалював 4440 фунтів (2010 кг) керосину на годину при швидкості 0,785 Маха (450 вузлів; 834 км/год), збільшуючись до 4620–4752 фунтів (2096—2155 кг) при швидкості Маха 0,80 — 0,82 Маха (459—470 кн; 850—871 км/год). До червня 2018 року близько однієї тисячі перебувало в експлуатації: половина з них у Southwest Airlines, за нею йдуть 56 в WestJet і 39 в United Airlines.

#### 737-700ER

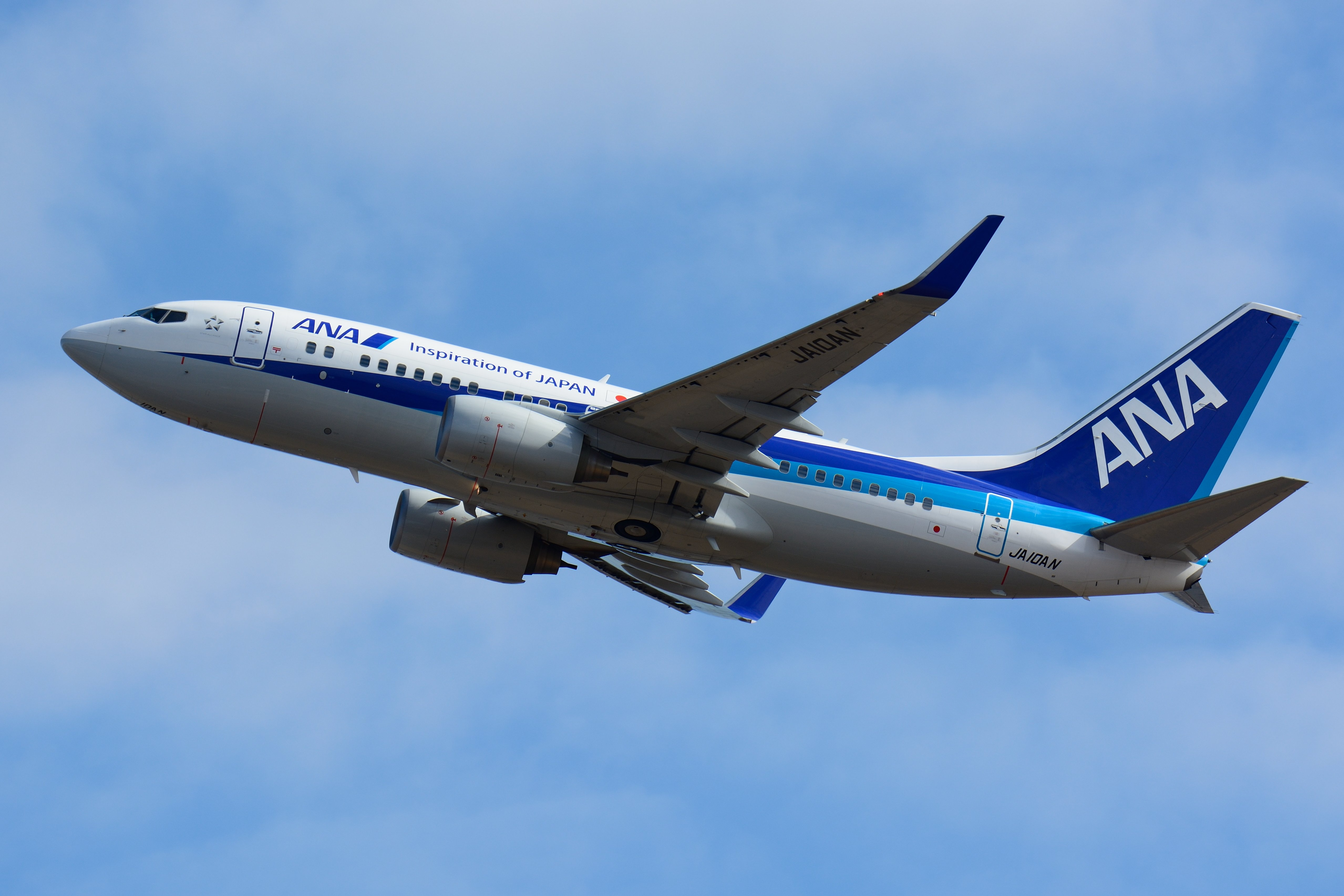
Boeing 737-700ER All Nippon Airways у січні 2015 року

Компанія Boeing випустила 737-700ER (розширений варіант) 31 січня 2006 року, замовником запуску стала компанія All Nippon Airways. Натхненний Boeing Business Jet, має фюзеляж 737—700 та крила та шасі 737—800. Якщо він оснащений дев'ятьма допоміжними паливними баками, він може вмістити 40 530 літрів палива (78 000 кг), але вантажопідйомність значно зменшена з 27,4 до 4,7 м3, корисне навантаження для збільшеної дальності 5775 морських миль (10695 км; 6646 миль). Перший був доставлений 16 лютого 2007 року ANA з 24 місцями бізнес-класу та 24 місцями преміумеконом. 737—700 зазвичай може вмістити 126 пасажирів у двох класах. Схожий на Airbus A319LR.

### 737—800

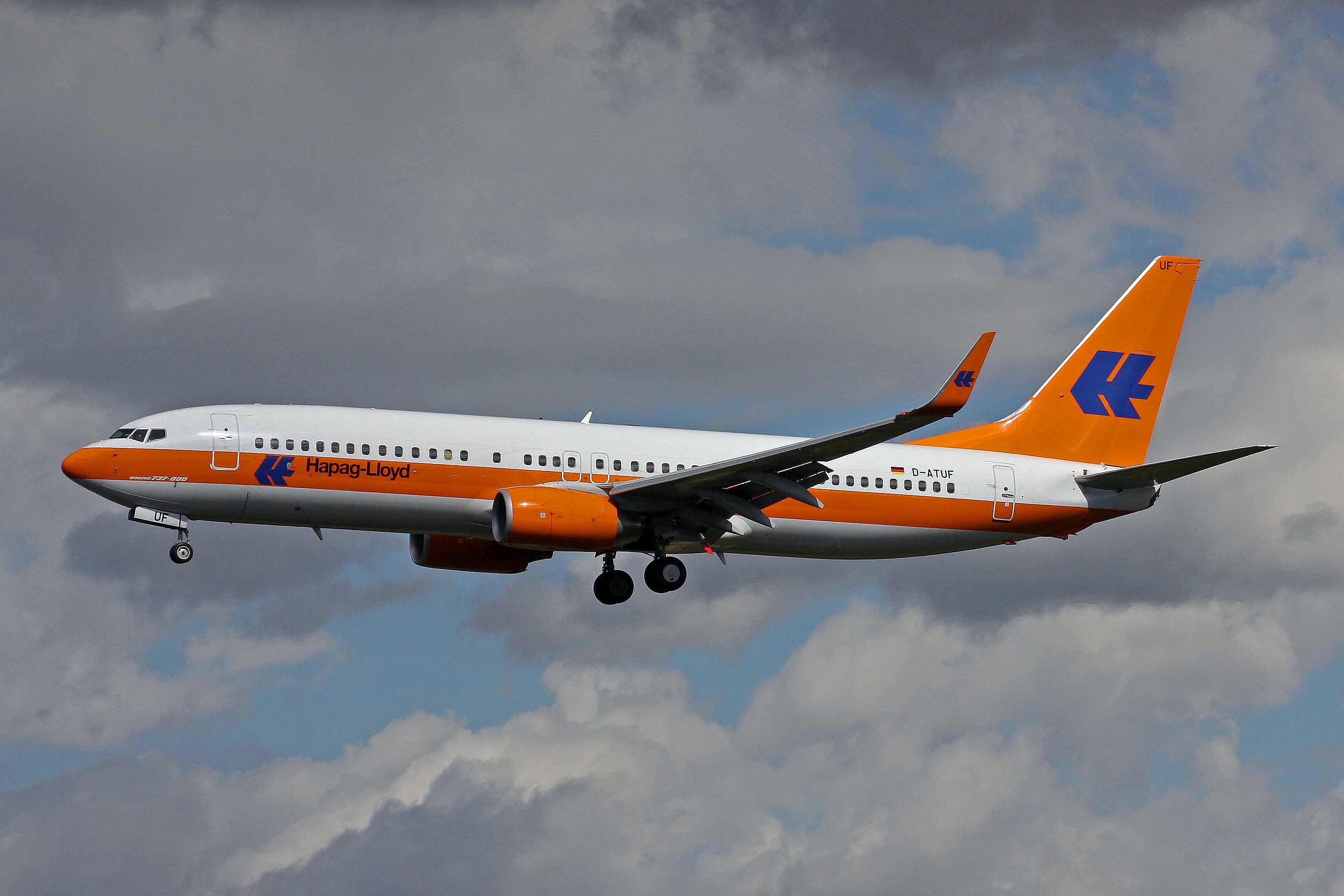
The 129 ft 6 in Hapag-Lloyd довжиною 39,47 м, фото вересні 2010 року. 737—800 має два виходи надкрила з кожного боку. Hapag-Lloyd отримав перший літак у квітні 1998 року.

Boeing 737—800 — це подовжена версія 737—700. Він замінив 737—400 і в основному конкурує з Airbus A320. 737—800 вміщує 162 пасажири у двокласній компоновці або 189 пасажирів у однокласній. Перше замовлення 737−800 було зроблено 5 вересня 1994 року. Перший замовник Hapag-Lloyd Flug (тепер TUI fly Deutschland) отримав у квітні 1998 року.
Після злиття Boeing з McDonnell Douglas 737—800 також заповнив прогалину, що виникла після рішення Boeing припинити випуск літаків McDonnell Douglas MD-80 і MD-90. Для багатьох авіакомпаній у США 737—800 замінили застарілі триджети Boeing 727—200.

#### 737-800BCF

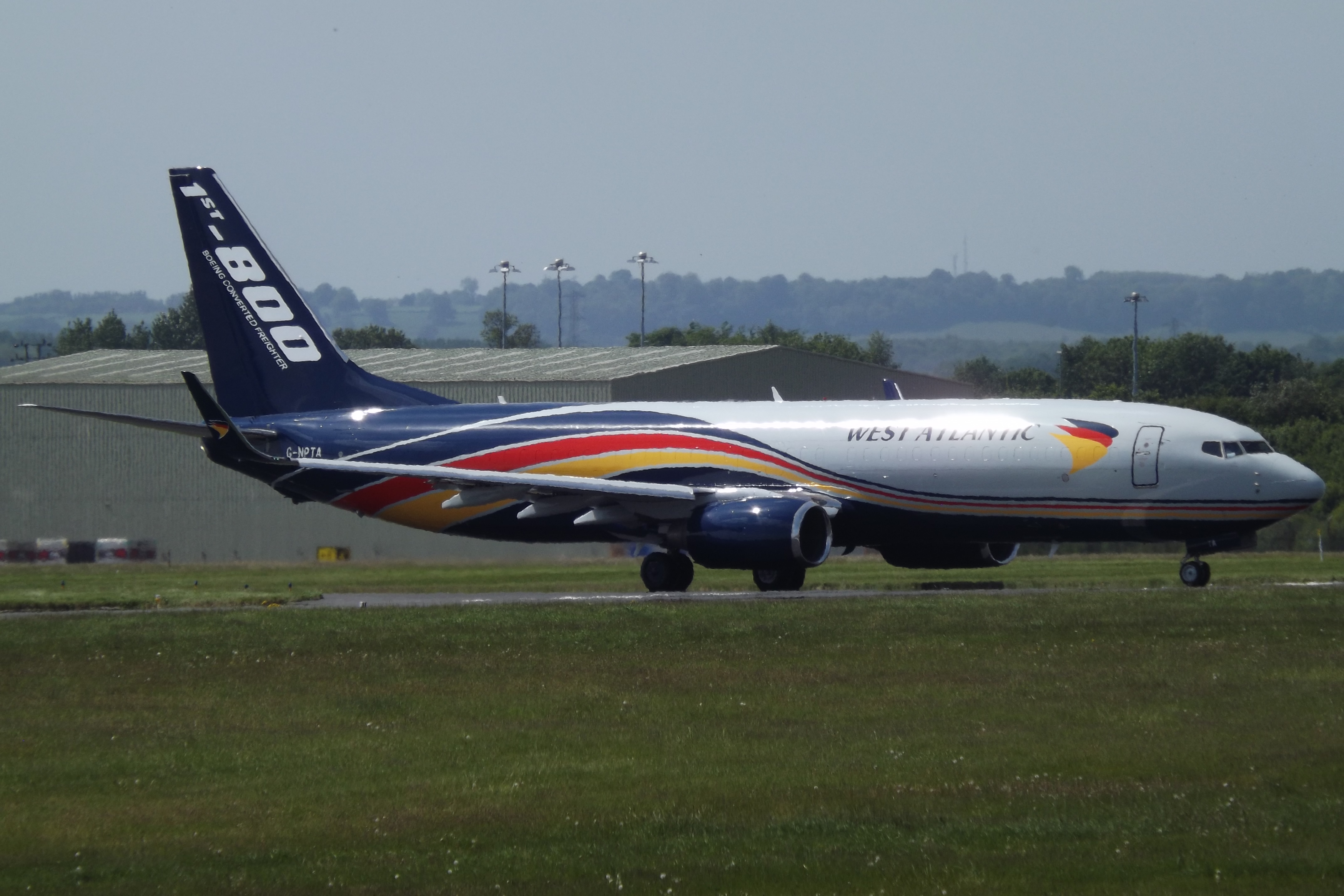
West Atlantic рулить по асфальту в травні 2018 року. Перший переобладнаний вантажний літак Boeing 737-800BCF було доставлено в West Atlantic 20 квітня 2018 року.

У лютому 2016 року компанія Boeing запустила програму переобладнання пасажирського літака у вантажний із переобладнаним літаком під назвою 737-800BCF (для Boeing Converted Freighter). Компанія Boeing розпочала програму із замовлень на 55 переобладнань, причому перший переобладнаний літак має бути поставлений наприкінці 2017 року. Перший переобладнаний літак був доставлений у West Atlantic UK у квітні 2018 року.

#### 737-800SF
У 2015 році компанія Boeing спільно з Aeronautical Engineers Inc (AEI) запустила програму перетворення пасажирського літака 737-800SF на вантажний. Перетворення може бути виконане AEI або третіми сторонами, такими як HAECO.  GECAS  був першим клієнтом. Версія SF має вантажопідйомність 23900 кг, і радіус дії 2000 морських миль (3700 км; 2300 миль). Отримав додатковий сертифікат типу від FAA на початку 2019 року. У березні 2019 року перший переобладнаний літак AEI було передано Ethiopian Airlines у лізинг від GECAS. Адміністрація цивільної авіації Китаю дозволила це в січні 2020 року. Орендодавець літаків Macquarie AirFinance замовив чотири 737-800SF у березні 2021 року.

### 737—900

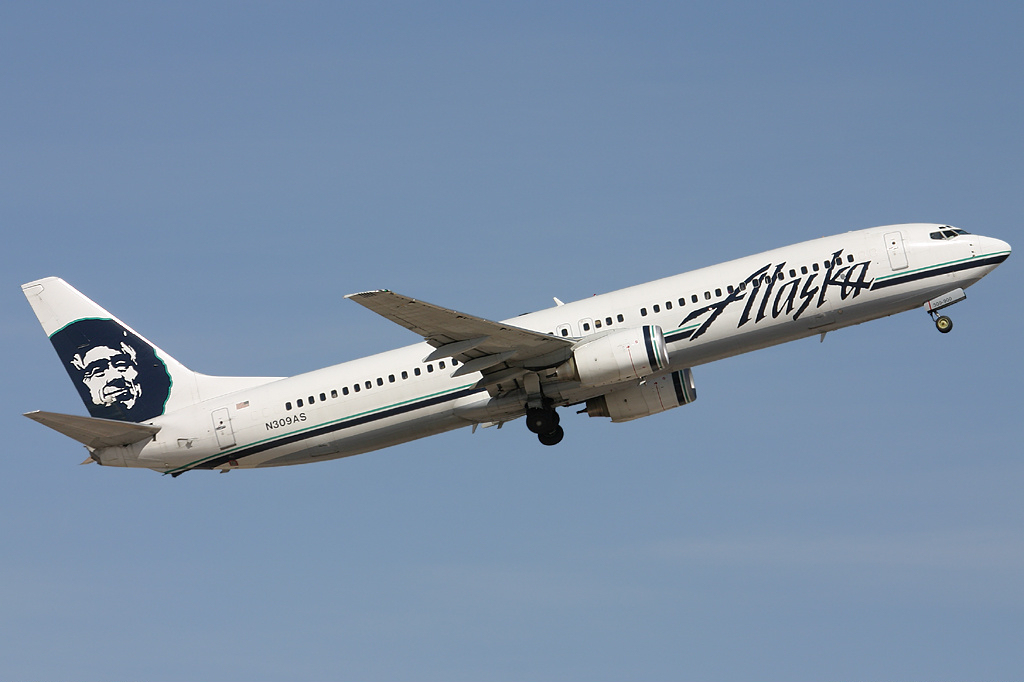
737-900 Alaska Airlines злітає в міжнародному аеропорту МакКарран у жовтні 2004 року. Перший 737—900, подовженний до 42,11 м і зберігаючи подвійні надкрилові виходи, був поставлений Alaska Airlines 15 травня 2001 року.

Пізніше Boeing представив 737—900, ще довший варіант із довжиною 138 футів 2 дюйми (42,11 м). Оскільки −900 зберігає таку саму конфігурацію виходу, що й -800, кількість місць обмежена до 189, хоча літаки, обладнані типовим 2-класовим розташуванням, розміщуватимуть приблизно 177 місць. 737—900 також зберігає MTOW та місткість палива − 800, торговий діапазон для корисного навантаження. Alaska Airlines випустила 737—900 у 1997 році, 737—900 здійснив свій перший політ 3 серпня 2000 року, а Alaska Airlines прийняла поставку 15 травня 2001 року. Цей тип виявився непопулярним, було поставлено лише 52 літаки, перш ніж його замінив на покращений 737-900ER.

#### 737-900ER

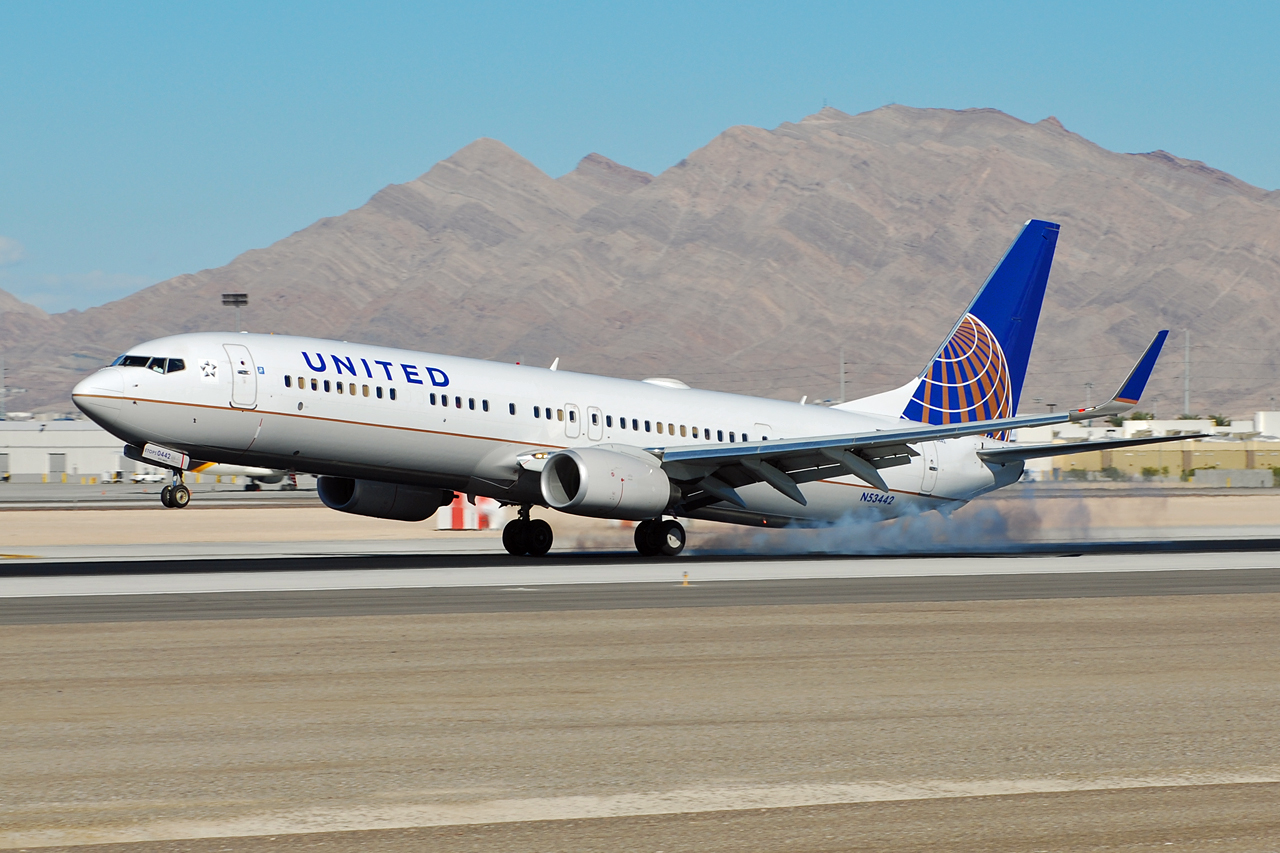
737-900ER United Airlines приземляється в міжнародному аеропорту МакКарран у жовтні 2010 року. 737-900ER має додаткові двері в кормовій частині крила. United Airlines успадкував парк 737-900ER від Continental Airlines після злиття двох перевізників на початку того ж року.

737-900ER (Extended Range), який до запуску називався 737-900X, був останнім і найбільшим варіантом лінійки Boeing 737 NG. Був представлений, щоб заповнити прогалину в дальності та пасажиромісткості в пропозиціях продуктів Boeing після того, як 757–200 було припинено, усунути недоліки 737—900 і напряму конкурувати з Airbus A321.
До двох допоміжних паливних баків у вантажному відсіку та стандартних крила покращили дальність розтягнутого реактивного літака порівняно з іншими варіантами 737NG, тоді як додаткова пара вихідних дверей і плоска задня перегородка підвищили максимальну місткість до 220 пасажирів. Авіакомпанії можуть дезактивувати (закрити) додаткові двері виходу, якщо загальна налаштована місткість літака становить 189 пасажирів або менше.